# Mary Mulligan

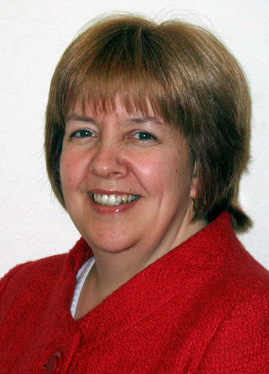
Mary Mulligan

Mary Mulligan (* 12. Februar 1960 in Liverpool) ist eine schottische Politikerin und Mitglied der Scottish Labour Party. Zwischen 1999 und 2011 war Mulligan Mitglied des Schottischen Parlaments.

## Leben
Mulligan studierte an der Manchester University und erlangte einen Bachelor in Wirtschafts- und Sozialwissenschaften. Sie ist verheiratet und Mutter dreier Kinder.

## Politischer Werdegang
Von 1988 bis 1999 war Mulligan Mitglied des Edinburgher Stadtrats. Zu den Schottischen Parlamentswahlen 1999 trat sie als Direktkandidatin der Labour Party für den Wahlkreis Linlithgow an und gewann die Abstimmung mit knapp 3000 Stimmen Vorsprung vor dem Kandidaten der Scottish National Party. Bei den Parlamentswahlen 2003 und 2007 verteidigte Mulligan ihr Mandat, unterlag jedoch bei den Parlamentswahlen 2011 der Kandidatin der Scottish National Party Fiona Hyslop.